# Ельдар Чивич
Ельдар Чивич (босн. Eldar Čivić, нар. 28 травня 1996, Тузла) — боснійський футболіст, лівий захисник та півзахисник клубу «Балтика» (Калінінград) та національної збірної Боснії і Герцеговини.

## Клубна кар'єра
Народився 28 травня 1996 року в місті Тузла. Розпочав займатись футболом у команді «Слобода» з рідного міста, а 2012 року опинився в академії чеського клубу «Словацко». 14 березня 2015 року в матчі проти «Пршибрам» він дебютував за команду у чемпіонаті Чехії. 2 квітня 2016 року в поєдинку проти празької «Спарти» Ельдар забив свій перший гол за команду. Загалом провів у команді три сезони, взявши участь у 48 матчах чемпіонату.
Наприкінці травня 2017 року Чивич перейшов у празьку «Спарту», підписавши контракт на 4 роки. 27 липня в матчі кваліфікації Ліги Європи проти сербської «Црвени Звезди» він дебютував за основний склад, а через три дні він дебютував і у чемпіонаті в грі проти «Богеміанса».
Зігравши лише 6 ігор в усіх турнірах до кінця року, у лютому 2018 року Чивич був орендований словацьким «Спартаком» з Трнави. 3 березня в матчі проти клубу «ДАК 1904» він дебютував у чемпіонаті Словаччини. У цьому ж сезоні Ельдар став з командою чемпіоном Словаччини. Після закінчення оренди він повернувся в «Спарту» і за наступний сезон зіграв 20 ігор у чемпіонаті.
Влітку 2019 року Чивич перейшов в угорський «Ференцварош». 25 серпня в матчі проти клубу «Академія Пушкаша» він дебютував у чемпіонаті Угорщини. За підсумками сезону Ельдар став з командою чемпіоном Угорщини.
У червні 2025 року приєднався до російського клубу «Балтика» (Калінінград).

## Виступи за збірні
2014 року Чивич зіграв два матчі у складі юнацької збірної Боснії і Герцеговини (U-18), після чого виступав за команду до 19 років, взявши участь у 16 іграх.
Протягом 2015–2018 років залучався до складу молодіжної збірної Боснії і Герцеговини, був її віце-капітаном. На молодіжному рівні зіграв у 13 офіційних матчах, забив 1 гол.
1 червня 2018 року дебютував в офіційних іграх у складі національної збірної Боснії і Герцеговини в товариському матчі проти збірної Південної Кореї (3:1). 18 листопада 2019 року у відбірковому поєдинку до чемпіонату Європи 2020 року проти збірної Ліхтенштейну Ельдар забив свій перший гол за національну команду.
| Дата       | Місто     | Господарі            | Результат | Гості                | Турнір                               | Голи | Примітки |
| ---------- | --------- | -------------------- | --------- | -------------------- | ------------------------------------ | ---- | -------- |
| 1-6-2018   | Чонджу    | Південна Корея       | 1 – 3     | Боснія і Герцеговина | товариський матч                     | -    |          |
| 8-9-2018   | Белфаст   | Північна Ірландія    | 1 – 2     | Боснія і Герцеговина | Ліга націй УЄФА 2018-2019 - 1-й етап | -    | 10' 76'  |
| 11-9-2018  | Зениця    | Боснія і Герцеговина | 1 – 0     | Австрія              | Ліга націй УЄФА 2018-2019 - 1-й етап | -    |          |
| 15-10-2018 | Сараєво   | Боснія і Герцеговина | 2 – 0     | Північна Ірландія    | Ліга націй УЄФА 2018-2019 - 1-й етап | -    |          |
| 15-11-2018 | Відень    | Австрія              | 0 – 0     | Боснія і Герцеговина | Ліга націй УЄФА 2018-2019 - 1-й етап | -    |          |
| 23-3-2019  | Сараєво   | Боснія і Герцеговина | 2 – 1     | Вірменія             | Відбір до ЧЄ 2020                    | -    | 40'      |
| 8-6-2019   | Тампере   | Фінляндія            | 2 – 0     | Боснія і Герцеговина | Відбір до ЧЄ 2020                    | -    |          |
| 11-6-2019  | Турин     | Італія               | 2 – 1     | Боснія і Герцеговина | Відбір до ЧЄ 2020                    | -    | 44' 72'  |
| 18-11-2019 | Вадуц     | Ліхтенштейн          | 0 – 3     | Боснія і Герцеговина | Відбір до ЧЄ 2020                    | 1    |          |
| 4-9-2020   | Флоренція | Італія               | 1 – 1     | Боснія і Герцеговина | Ліга націй УЄФА 2020-2021 - 1-й етап | -    | 83'      |
| 7-9-2020   | Зениця    | Боснія і Герцеговина | 1 – 2     | Польща               | Ліга націй УЄФА 2020-2021 - 1-й етап | -    | 82'      |
| 24-3-2021  | Гельсінкі | Фінляндія            | 2 – 2     | Боснія і Герцеговина | Відбір до ЧС 2022                    | -    |          |
| 2-6-2021   | Сараєво   | Боснія і Герцеговина | 0 – 0     | Чорногорія           | товариський матч                     | -    |          |
| 6-6-2021   | Бреннбю   | Данія                | 2 – 0     | Боснія і Герцеговина | товариський матч                     | -    | 61'      |
| 1-9-2021   | Страсбур  | Франція              | 1 – 1     | Боснія і Герцеговина | Відбір до ЧС 2022                    | -    | 54'      |
| 4-9-2021   | Зениця    | Боснія і Герцеговина | 1 – 0     | Кувейт               | товариський матч                     | -    | 56'      |
| 7-9-2021   | Зениця    | Боснія і Герцеговина | 2 – 2     | Казахстан            | Відбір до ЧС 2022                    | -    | 46'      |
| 9-10-2021  | Астана    | Казахстан            | 0 – 2     | Боснія і Герцеговина | Відбір до ЧС 2022                    | -    |          |
| 12-10-2021 | Львів     | Україна              | 1 – 1     | Боснія і Герцеговина | Відбір до ЧС 2022                    | -    | 11'      |
| 13-11-2021 | Зениця    | Боснія і Герцеговина | 1 – 3     | Фінляндія            | Відбір до ЧС 2022                    | -    |          |
| Усього     |           | Матчів               | 20        |                      | Голів                                | 1    |          |

## Титули і досягнення
- Чемпіон Словаччини (1):

«Спартак» (Трнава): 2017-18
- Чемпіон Угорщини (6):

«Ференцварош»: 2019-20, 2020-21, 2021-22, 2022-23, 2023-24, 2024-25
- Володар Кубка Угорщини (1):

«Ференцварош»: 2021-22

## Особисте життя
Він мусульманин. Його старший брат Мухарем (нар. 1993) також став футболістом.